# Жарсай (Жарсайский сельский округ)
Жарсай (каз. Жарсай, до 1997 г. — Алексеевка) — аул в Хобдинском районе Актюбинской области Казахстана. Административный центр Жарсайского сельского округа. Код КАТО — 154247100.

## Население
В 1999 году население аула составляло 689 человек (342 мужчины и 347 женщин). По данным переписи 2009 года, в ауле проживало 535 человек (270 мужчин и 265 женщин).